# Horisme intricata
Horisme intricata är en fjärilsart som beskrevs av Otto Staudinger 1882. Horisme intricata ingår i släktet Horisme och familjen mätare. Inga underarter finns listade i Catalogue of Life.